# ウィルソン郡 (テネシー州)
ウィルソン郡（英: Wilson County）は、アメリカ合衆国テネシー州の中央部に位置する郡である。人口は14万7737人（2020年） 。郡庁所在地はレバノンであり、同郡で人口最大の都市はマウントジュリエットである。
ウィルソン郡はナッシュビル・デビッドソン・マーフリーズボロ・フランクリン都市圏に属している。

## 歴史
ウィルソン郡には重要な硝石の鉱山があった。硝石は弾薬の主要成分であり、洞窟の土を濾すことで得られた。ステイツビルの町近くにバレー洞窟がある。現在も洞内には硝石のホッパーが数多く残されており、比較的大きな鉱山だったことが分かる。これらの機械は米英戦争（1812年から1815年）あるいは南北戦争（1861年から1865年）、あるいはその両方の期間で使われた可能性がある。正確にいつ使われていたかは今後の研究を待たねばならない。

## 地理
アメリカ合衆国国勢調査局に拠れば、郡域全面積は583平方マイル (1,510 km2)であり、このうち陸地571平方マイル (1,480 km2)、水域は13平方マイル (34 km2)で水域率は2.17%である。

### 隣接する郡
- トラウスデール郡 - 北
- スミス郡 - 北東
- ディカーブ郡 - 東
- キャノン郡 - 南東
- ラザフォード郡 - 南
- デビッドソン郡 - 西
- サムナー郡 - 北西

## 人口動態

2000人口ピラミッド

以下は2000年国勢調査による人口統計データである。
| 基礎データ - 人口: 88,809人 - 世帯数: 32,798 世帯 - 家族数: 25,582 家族 - 人口密度: 60人/km2（156人/mi2） - 住居数: 34,921軒 - 住居密度: 24軒/km2（61軒/mi2） 人種別人口構成 - 白人: 91.50% - アフリカン・アメリカン: 6.26% - ネイティブ・アメリカン: 0.32% - アジア人: 0.48% - 太平洋諸島系: 0.03% - その他の人種: 0.48% - 混血: 0.92% - ヒスパニック・ラテン系: 1.27% 年齢別人口構成 - 18歳未満: 26.2% - 18-24歳: 7.7% - 25-44歳: 31.7% - 45-64歳: 24.7% - 65歳以上: 9.7% - 年齢の中央値: 36歳 - 性比（女性100人あたり男性の人口） - 総人口: 97.4 - 18歳以上: 94.8 | 世帯と家族（対世帯数） - 18歳未満の子供がいる: 37.2% - 結婚・同居している夫婦: 64.2% - 未婚・離婚・死別女性が世帯主: 10.1% - 非家族世帯: 22.0% - 単身世帯: 18.1% - 65歳以上の老人1人暮らし: 6.1% - 平均構成人数 - 世帯: 2.67人 - 家族: 3.03人 収入と家計 - 収入の中央値 - 世帯: 50,140米ドル - 家族: 56,650米ドル - 性別 - 男性: 39,848米ドル - 女性: 26,794米ドル - 人口1人あたり収入: 22,739米ドル - 貧困線以下 - 対人口: 6.7% - 対家族数: 4.6% - 18歳未満: 7.8% - 65歳以上: 11.5% |

## 政治
2004年アメリカ合衆国大統領選挙で、郡有権者の65%がジョージ・W・ブッシュ大統領の再選を支持した。2008年では、68%が共和党候補のジョン・マケイン上院議員を支持した。

## 都市と町
- レバノン - 郡庁所在地
- マウントジュリエット
- ウォータータウン

### 未編入の町
| - ベリンダシティ - ケインズビル - チェリーバレー - カウチビル - イーガン | - グレイドビル - グリーンヒル - ハリケーン - ラガード - リービル | - マーサ - ノーリーン - ポッサムタウン - プロスペリティ - ルーラルヒル | - ショップスプリングス - ステイツビル - サグスクリーク - タッカーズクロスローズ - バイン |

### 廃村
- ビッグスプリング

## 教育
- ウィルソン郡は公共教育学区を運営している。
- マウントジュリエットには小学校7校、中学校2校、高校1校がある。
- グレイドビルには小学校1校がある。
- ウォータータウンには小学校1校と高校1校がある。

## 著名な出身者
- エイドリアン・ブリュー - ロックのギタリスト、バンドのキング・クリムゾンメンバー
- チャーリー・ダニエルズ - カントリー・ミュージックとロックのミュージシャン
- キングス・オブ・レオン - ロックバンド